# Sornac
Sornac – miejscowość i gmina we Francji, w regionie Nowa Akwitania, w departamencie Corrèze.
Według danych na rok 1990 gminę zamieszkiwały 972 osoby, a gęstość zaludnienia wynosiła 16 osób/km² (wśród 747 gmin Limousin Sornac plasuje się na 132. miejscu pod względem liczby ludności, natomiast pod względem powierzchni na miejscu 16.).